# Campeonato Europeo de Baloncesto Masculino de 1981
La edición XXII del Campeonato Europeo de Baloncesto se celebró en Checoslovaquia del 26 de mayo al 5 de junio de 1981. El torneo contó con la participación de 12 selecciones nacionales.

## Grupos
Los doce equipos participantes fueron divididos en dos grupos de la forma siguiente:
| Grupo A        | Grupo B          |
| -------------- | ---------------- |
| Inglaterra     | Alemania Federal |
| Francia        | Italia           |
| Grecia         | Yugoslavia       |
| Israel         | Polonia          |
| España         | Unión Soviética  |
| Checoslovaquia | Turquía          |

## Primera fase

### Grupo A
| Equipo         | J | G | P | T+  | T-  | DT  | PTS |
| -------------- | - | - | - | --- | --- | --- | --- |
| España         | 5 | 5 | 0 | 452 | 362 | +90 | 10  |
| Checoslovaquia | 5 | 4 | 1 | 393 | 358 | +35 | 9   |
| Israel         | 5 | 3 | 2 | 418 | 396 | +22 | 8   |
| Francia        | 5 | 2 | 3 | 402 | 409 | -7  | 7   |
| Inglaterra     | 5 | 1 | 4 | 313 | 371 | -58 | 6   |
| Grecia         | 5 | 0 | 5 | 356 | 438 | -82 | 5   |

| Fecha    | Partido        | Partido | Partido        | Resultado |
| -------- | -------------- | ------- | -------------- | --------- |
| 26.05.81 | Israel         | -       | Inglaterra     | 82-74     |
| 26.05.81 | Grecia         | -       | Checoslovaquia | 70-95     |
| 26.05.81 | España         | -       | Francia        | 102-93    |
| 27.05.81 | Grecia         | -       | Francia        | 81-86     |
| 27.05.81 | España         | -       | Israel         | 89-81     |
| 27.05.81 | Checoslovaquia | -       | Inglaterra     | 71-62     |
| 28.05.81 | Inglaterra     | -       | Grecia         | 64-62     |
| 28.05.81 | España         | -       | Checoslovaquia | 72-69     |
| 28.05.81 | Israel         | -       | Francia        | 88-76     |
| 29.05.81 | España         | -       | Inglaterra     | 78-47     |
| 29.05.81 | Checoslovaquia | -       | Francia        | 72-69     |
| 29.05.81 | Israel         | -       | Grecia         | 82-71     |
| 30.05.81 | Checoslovaquia | -       | Israel         | 86-85     |
| 30.05.81 | España         | -       | Grecia         | 111-72    |
| 30.05.81 | Francia        | -       | Inglaterra     | 78-66     |

Todos los partidos tuvieron lugar en Bratislava

### Grupo B
| Equipo              | J | G | P | T+  | T-  | DT   | PTS |
| ------------------- | - | - | - | --- | --- | ---- | --- |
| Unión Soviética     | 5 | 5 | 0 | 489 | 377 | +112 | 10  |
| Yugoslavia          | 5 | 4 | 1 | 489 | 439 | +50  | 9   |
| Italia              | 5 | 3 | 2 | 418 | 407 | +11  | 8   |
| Polonia             | 5 | 2 | 3 | 429 | 429 | 0    | 7   |
| Alemania Occidental | 5 | 1 | 4 | 334 | 395 | -61  | 6   |
| Turquía             | 5 | 0 | 5 | 346 | 358 | -112 | 5   |

| Fecha    | Partido             | Partido | Partido             | Resultado |
| -------- | ------------------- | ------- | ------------------- | --------- |
| 26.05.81 | Alemania Occidental | -       | Turquía             | 66-51     |
| 26.05.81 | Unión Soviética     | -       | Polonia             | 101-89    |
| 26.05.81 | Yugoslavia          | -       | Italia              | 99-88     |
| 27.05.81 | Unión Soviética     | -       | Alemania Occidental | 86-54     |
| 27.05.81 | Yugoslavia          | -       | Polonia             | 92-89     |
| 27.05.81 | Italia              | -       | Turquía             | 94-73     |
| 28.05.81 | Yugoslavia          | -       | Turquía             | 112-68    |
| 28.05.81 | Polonia             | -       | Alemania Occidental | 81-71     |
| 28.05.81 | Unión Soviética     | -       | Italia              | 97-67     |
| 29.05.81 | Unión Soviética     | -       | Turquía             | 97-79     |
| 29.05.81 | Italia              | -       | Polonia             | 90-81     |
| 29.05.81 | Yugoslavia          | -       | Alemania Occidental | 98-86     |
| 30.05.81 | Italia              | -       | Alemania Occidental | 79-57     |
| 30.05.81 | Polonia             | -       | Turquía             | 89-75     |
| 30.05.81 | Unión Soviética     | -       | Yugoslavia          | 108-88    |

Todos los partidos tuvieron lugar en Havířov

## Fase final

### Grupo de consolación
| Equipo              | J | G | P | T+  | T-  | DT  | PTS |
| ------------------- | - | - | - | --- | --- | --- | --- |
| Polonia             | 5 | 5 | 0 | 453 | 386 | +67 | 10  |
| Francia             | 5 | 4 | 1 | 407 | 379 | +28 | 9   |
| Grecia              | 5 | 2 | 3 | 364 | 370 | -6  | 7   |
| Alemania Occidental | 5 | 2 | 3 | 339 | 344 | -5  | 7   |
| Turquía             | 5 | 1 | 4 | 313 | 354 | -41 | 6   |
| Inglaterra          | 5 | 1 | 4 | 317 | 360 | -43 | 6   |

| Fecha    | Partido    | Partido | Partido             | Resultado |
| -------- | ---------- | ------- | ------------------- | --------- |
| 01.06.81 | Grecia     | -       | Polonia             | 78-89     |
| 01.06.81 | Francia    | -       | Turquía             | 67-60     |
| 02.06.81 | Francia    | -       | Polonia             | 93-102    |
| 02.06.81 | Inglaterra | -       | Alemania Occidental | 58-65     |
| 03.06.81 | Turquía    | -       | Grecia              | 64-72     |
| 03.06.81 | Francia    | -       | Alemania Occidental | 83-70     |
| 04.06.81 | Polonia    | -       | Inglaterra          | 92-69     |
| 04.06.81 | Grecia     | -       | Alemania Occidental | 71-67     |
| 05.06.81 | Inglaterra | -       | Turquía             | 60-63     |

### Grupo final
| Equipo          | J | G | P | T+  | T-  | DT   | PTS |
| --------------- | - | - | - | --- | --- | ---- | --- |
| Unión Soviética | 5 | 5 | 0 | 537 | 424 | +113 | 10  |
| Yugoslavia      | 5 | 4 | 1 | 479 | 441 | +38  | 9   |
| España          | 5 | 3 | 2 | 421 | 441 | -20  | 8   |
| Checoslovaquia  | 5 | 2 | 3 | 425 | 445 | -20  | 7   |
| Italia          | 5 | 1 | 4 | 440 | 481 | -41  | 6   |
| Israel          | 5 | 0 | 5 | 435 | 505 | -70  | 5   |

| Fecha    | Partido         | Partido | Partido         | Resultado |
| -------- | --------------- | ------- | --------------- | --------- |
| 01.06.81 | Israel          | -       | Yugoslavia      | 87-102    |
| 01.06.81 | Checoslovaquia  | -       | Unión Soviética | 84-110    |
| 01.06.81 | España          | -       | Italia          | 87-86     |
| 02.06.81 | Italia          | -       | Checoslovaquia  | 83-100    |
| 02.06.81 | España          | -       | Unión Soviética | 101-110   |
| 03.06.81 | España          | -       | Yugoslavia      | 72-95     |
| 03.06.81 | Unión Soviética | -       | Israel          | 112-84    |
| 04.06.81 | Yugoslavia      | -       | Checoslovaquia  | 95-86     |
| 04.06.81 | Israel          | -       | Italia          | 98-116    |

Todos los partidos tuvieron lugar en Praga

### Tercer puesto
| Fecha    | Partido | Partido | Partido        | Resultado |
| -------- | ------- | ------- | -------------- | --------- |
| 05.06.81 | España  | -       | Checoslovaquia | 90-101    |

### Final
| Fecha    | Partido         | Partido | Partido    | Resultado |
| -------- | --------------- | ------- | ---------- | --------- |
| 05.06.81 | Unión Soviética | -       | Yugoslavia | 84-67     |

## Medallero
|                 |            |                |
| Unión Soviética | Yugoslavia | Checoslovaquia |

## Clasificación final
| 1. - Unión Soviética   |
| 2. - Yugoslavia        |
| 3. - Checoslovaquia    |
| 4. - España            |
| 5. - Italia            |
| 6. - Israel            |
| 7. - Polonia           |
| 8. - Francia           |
| 9. - Grecia            |
| 10. - Alemania Federal |
| 11. - Turquía          |
| 12. - Inglaterra       |

## Trofeos individuales

### Mejor jugadorMVP
- Valdis Valters

## Plantilla de los 4 primeros clasificados
1. Unión Soviética: Valdis Valters, Anatoly Myshkin, Vladimir Tkachenko, Sergejus Jovaisa, Aleksander Belostenny, Stanislav Eremin, Sergei Tarakanov, Andrei Lopatov, Nikolai Derugin, Aleksander Salnikov, Gennadi Kapustin, Nikolai Fesenko (entrenador: Alexander Gomelsky).
2. Yugoslavia: Krešimir Ćosić, Drazen Dalipagic, Mirza Delibašić, Dragan Kićanović, Andro Knego, Peter Vilfan, Predrag Benacek, Ratko Radovanovic, Boban Petrovic, Branko Skroce, Zeljko Poljak, Petar Popović (entrenador: Bogdan Tanjevic).
3. Checoslovaquia: Kamil Brabenec, Stanislav Kropilak, Zdenek Kos, Vlastimil Klimes, Vojtech Petr, Vlastimil Havlik, Jaroslav Skala, Juraj Zuffa, Peter Rajniak, Zdenek Bohm, Justin Sedlak, Gustav Hraska (entrenador: Pavel Petera).
4. España: Juan Antonio Corbalán, Juan Antonio San Epifanio, Wayne Brabender, Fernando Martín, Chicho Sibilio, Manuel Flores, Nacho Solozábal, Rafael Rullán, Juan Domingo de la Cruz, Joaquim Costa, Josep Maria Margall, Fernando Romay (entrenador: Antonio Díaz-Miguel).